# Лаудер, Авраам
Авраам Уильям Лаудер (англ. Abram William Lauder; 6 июня 1834 — 20 февраля 1884) — канадский адвокат и политик. Представлял Серый Юг в Законодательном собрании Онтарио с 1867 по 1874 и Серый Восток с 1875 по 1884 год.

## Биография
Ранняя жизнь
Лаудер родился в Бьюкасле в Великобритании в 1834 году, учился в Шотландии, а затем приехал в Западную Канаду. Некоторое время он преподавал в школе, затем переехал в Торонто, где получил юридическое образование. В 1864 году принят в коллегию адвокатов.
В 1856 году женился на писательнице Марии Элиз Лаудер; в браке родился сын Уильям, будущий пианист.
Карьера
В 1871 году было установлено, что один из сторонников Лаудера в Законодательном собрании, имея влияние на подачу голосов, брал взятки. Сам Лаудер не был замешан, но в результате расследования был смещён с поста, а затем вновь переизбран на последующих выборах. Позднее Лаудер доказал, что правительственный оценщик земель Джон Л. Льюис оказал влияние на избирателей в Протоне, пообещав «выгоду» от победившего либерального правительства; также Лаудер вскрыл подлог голосов со стороны депутатов Арчибальда МакКеллара, Адама Оливера и Джеймса Керра, советника премьер-министра Онтарио Эдварда Блейка.
В 1872 году Лаудер защищал забастовочный комитет Типографского союза Торонто от обвинений, выдвинутых Ассоциацией главных печатников; в канадском законодательстве на тот момент не было чёткого статуса профсоюзных организаций.
Память
В 1881 году в честь Лаудера была названо поселение в округе Ниписсинг. Умер в Торонто в 1884 году.